# Румянцево (Молодечненський район)
Румянцево (біл. вёска Румянцава) — село в складі Молодечненського району Мінської області, Білорусь. Село підпорядковане Марківській сільській раді, розташоване в західній частині області.